# 拓跋處文
拓跋處文（403年—416年4月24日），魏道武帝拓跋珪第六子，生母不詳。

## 生平
天賜四年（407年）春二月，魏道武帝封拓跋处文为长乐王，拓跋处文聪明善辩且早熟，神瑞三年三月己丑（416年4月24日），拓跋处文去世，虚龄十四岁。拓跋处文的大哥魏明元帝拓跋嗣悼念伤心，从小敛到安葬经常亲临哭泣，拓跋处文之后陪葬金陵。拓跋处文没有儿子，爵位被削除。

## 鲜卑名
北京大学历史系教授罗新认为拓跋处文的鲜卑名语源为北族常用名号tümen，意为“万”。

## 延伸阅读
[在维基数据编辑]
 《魏書/卷16》，出自魏收《魏书》
 《北史·卷016》，出自李延壽《北史》